# Mathilda Enequist
Eugenia Mathilda Enequist, född 28 mars 1833 i Visby, död 10 april 1898 i London i England, var en svensk operasångerska. 

## Biografi
Enequist var dotter till prosten Johan Enequist och Catharina Christina Larsdotter Kinberg. Hon utbildades först i Stockholm, sedan i Leipzig och slutligen Paris i solosång under Jean Jacques Masset och Levasseur, varefter hon anställdes vid Theatre Italien i denna stad. Hon använde där artistnamnet signora Biondini (den blonda) men flyttade till London och verkade där som konsertsångerska och lärare i sång. Hon gästspelade även i Stockholm fram till 1879.